# 여러분 (라디오 프로그램)
〈김탁환의 여러분〉은 대한민국의 방송국인 CBS 표준FM에서 월~토 오후 2시 05분부터 오후 4시까지 방송하는 전방위 시사 토크 프로그램이다. 2011년 11월 7일부터 개그우먼 김미화의 진행으로 방송을 시작하였으나 논문표절 논란으로 2013년 3월 25일 방송분부터
김미화가 하차하면서 개그맨 남희석 한주동안 대타 진행을 맡았고 2013년 4월 1일부터 소설가 김탁환이 진행하다가 2013년 4월 29일 CBS 봄개편으로 인해 2년만에 종영되었다.

## 주요 코너
매일 코너
- 삐뽀삐뽀 도와주세요
- 방송을 듣고계신 여러분의 지혜를 구합니다

## 같이 보기
- CBS 표준FM
- 김현정의 뉴스쇼
- 시사자키 정관용입니다

| CBS 표준FM          |                                       |                             |
| 이전                | 김탁환의 여러분                       | 다음                        |
| 이지민의 뮤직플러스 | 김탁환의 여러분                       | 크리스천 칼럼               |
| 낮 12시 ~ 오후 2시  | 오후 2시 ~ 오후 3시 55분              | 오후 3시 55분 ~ 오후 4시    |
|                     | (30분 수도권 뉴스 / 30분 지역별 뉴스) | (4시, 매 30분 CBS 노컷뉴스) |